# Caerdroia

Il design di una Caerdroia era molto simile a un labirinto classico

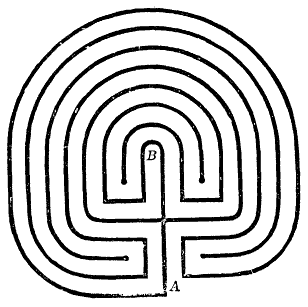
Un diagramma del labirinto "classico".

Una caerdroia è un labirinto, solitamente erboso, tipico del Galles, il cui percorso unicursale (un percorso lineare non caratterizzato da vicoli ciechi) solitamente riprende quello del labirinto cretese a sette pieghe (anche chiamato a sette corridoi). Creati dai pastori sulle cime delle colline, pare fossero l'ambientazione di danze rituali, la cui natura è andata perduta. Al centro di ogni caerdroia c'era una piccola collinetta, chiamata in gallese twmpath: un raduno di danze popolari in Galles è ancora chiamato twmpath dawns. Esiste in Italia un esemplare di caerdroia nella Chiesa di San Giorgio Martire a Petrella Tifernina, scoperto dallo storico Mario Ziccardi, attualmente unico esemplare nell'area mediterranea.

## Etimologia
Caerdroia è una parola composta da caer e Droia, che in gallese significano rispettivamente "muro" o "fortezza" e "Troia". A causa della somiglianza tra il gallese troeau (una forma plurale di tro, che  significa "svolta") e Troea ("Troia"), il nome fu poi popolarmente interpretato come "fortezza delle svolte".
Nel 1878 a Tragliatella fu ritrovato un oinochoe etrusco datato intorno al 620 a.C. e decorato su modelli protocorinzi in cui è rappresentata una caerdroia con all'interno la scritta Truia, interpretata come riferimento alla città di Troia, che rafforzerebbe l'ipotesi dell'etimo legato a questa città a discapito dell'ipotesi legata al plurale di tro.

## Influenze
Molti labirinti erbosi in Inghilterra furono chiamati Troy Town, The Walls of Troy o con altre variazioni sullo stesso tema, presumibilmente perché, nella leggenda popolare, le mura della città di Troia erano costruite in modo così confuso e complesso che qualsiasi nemico vi entrasse non sarebbe stato in grado di trovare la via d'uscita.

## Foresta di Gwydir

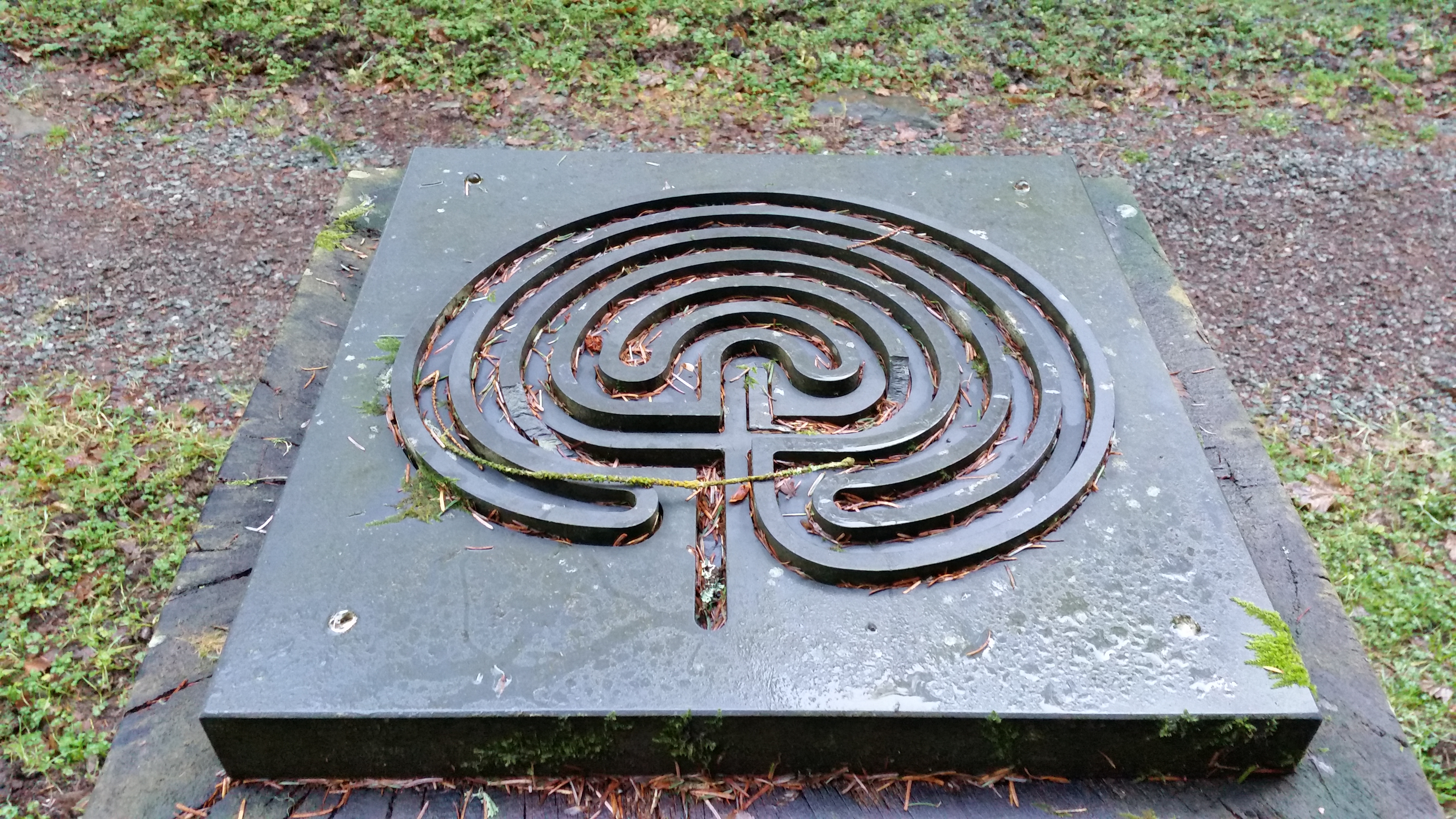
Pianta della Caerdroia nella foresta di Gwydir

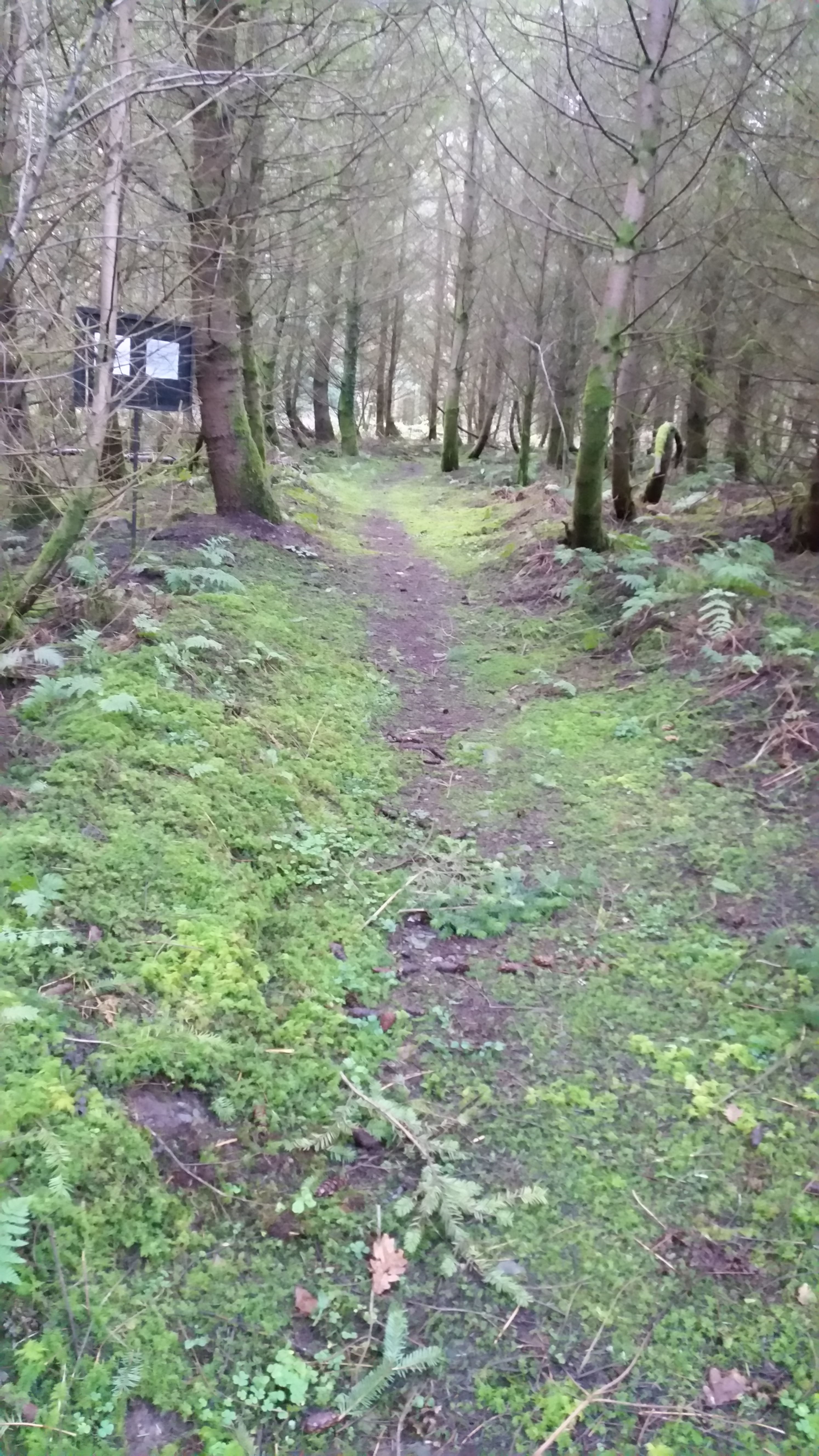
Uno dei sentieri della Caerdroia nella foresta di Gwydir. La maggior parte del labirinto comprende simili sentieri boschivi.

Una caerdroia moderna è presente nella foresta di Gwydir, sopra la Conwy Valley, in Galles. È un labirinto forestale permanente, costruito nel 2005 dal teatro Cynefin, Golygfa Gwydyr (un'impresa sociale con sede a Llanrwst) e giovani locali. I percorsi misurano un miglio di lunghezza, rendendolo forse il più grande labirinto del suo genere al mondo. La caerdroia è stata sede di numerosi spettacoli, inizialmente del teatro Cynefin e dal 2012 del teatro Dan-y-Coed. Fin dalla sua nascita e costruzione su un sito erboso a Pen-y-Parc, una delle parti più alte della foresta, le basse conifere tra i sentieri sono cresciute notevolmente e ora è parte integrante della foresta.

## Collegamenti mitici
Esiste un'altra tenue connessione tra Galles e Troia, che è stata smentita dagli storici e generalmente considerata una finzione medievale, ma resiste ancora come mito: Goffredo di Monmouth, seguendo il primo storico gallese Nennio, creò una genealogia cristiano/classica che poneva Bruto di Troia, nipote di Enea e liberatore dei troiani ridotti in schiavitù, come fondatore della Britannia.